# Aukščiausioji lyga 1972
L'edizione 1972 dell'Aukščiausioji lyga fu la ventottesima come campionato della Repubblica Socialista Sovietica Lituana; il campionato fu vinto dal Nevėžis, giunto al suo 2º titolo.

## Formula
Il numero di squadre scese a 15: al posto delle retrocesse di Inžinerija Vilnius e Drobė Kaunas e della rinunciataria Chemikas Kėdainiai, furono infatti solo due le neopromosse: Tauras Šiauliai e Sūduva.
Le 15 formazioni si incontrarono in gironi di andata e ritorno, per un totale di 28 incontri per squadra. In vista del cambio di formula, non erano previste retrocessioni.

## Classifica finale
|                        | Pos. | Squadra                | Pt | G  | V  | N  | P  | GF | GS | DR  |
| ---------------------- | ---- | ---------------------- | -- | -- | -- | -- | -- | -- | -- | --- |
| RSS Lituana (bandiera) | 1.   | Nevėžis                | 39 | 28 | 16 | 7  | 5  | 45 | 26 | +19 |
|                        | 2.   | Pažanga Vilnius        | 38 | 28 | 17 | 4  | 7  | 55 | 30 | +25 |
|                        | 3.   | Dainava Alytus         | 35 | 28 | 14 | 7  | 7  | 35 | 19 | +16 |
|                        | 4.   | Atletas Kaunas         | 32 | 28 | 12 | 8  | 8  | 34 | 24 | +10 |
|                        | 5.   | Banga Kaunas           | 32 | 28 | 12 | 8  | 8  | 34 | 30 | +4  |
|                        | 6.   | Statyba Panevėžys      | 31 | 28 | 11 | 9  | 8  | 30 | 33 | -3  |
|                        | 7.   | Vienybė Ukmergė        | 30 | 28 | 11 | 8  | 9  | 33 | 26 | +7  |
|                        | 8.   | Tauras Šiauliai        | 30 | 28 | 9  | 12 | 7  | 30 | 31 | -1  |
|                        | 9.   | Statybininkas Šiauliai | 28 | 28 | 8  | 12 | 8  | 26 | 25 | +1  |
|                        | 10.  | Inkaras Kaunas         | 27 | 28 | 10 | 7  | 11 | 27 | 30 | -3  |
|                        | 11.  | Sūduva                 | 25 | 28 | 9  | 7  | 12 | 32 | 36 | -4  |
|                        | 12.  | Granitas Klaipėda      | 24 | 28 | 9  | 8  | 12 | 35 | 35 | +0  |
|                        | 13.  | Ekranas                | 21 | 28 | 5  | 11 | 12 | 29 | 42 | -13 |
|                        | 14.  | Politechnika Kaunas    | 16 | 28 | 5  | 6  | 17 | 18 | 38 | -20 |
|                        | 15.  | Minija Kretinga        | 12 | 28 | 3  | 6  | 19 | 17 | 55 | -38 |